# 中野寛也
中野 寛也（なかの ひろなり、昭和44年（1969年）6月3日 - ）は、囲碁の棋士。広島県呉市出身、日本棋院中部総本部所属、島村俊廣九段門下、九段。
七大タイトルの挑戦経験が一度ある（十段戦）。中部所属棋士のタイトル王冠戦に2回優勝している。
2011年度前期「NHK囲碁講座」に出演。好戦的な棋風から「戦い王子」の異名を持つ。

## 経歴
島村俊廣九段に入門。1985年、入段。
1995年、第10期NEC杯俊英トーナメントで森田道博に勝利し優勝、第51期本因坊戦リーグ入り。
1997年、九段。第38期王冠戦で山城宏王冠を破りタイトル奪取。
1998年、第39期王冠戦で山城宏九段を破りタイトル防衛。
2000年、第38期十段戦挑戦者。小林光一十段に挑むも0勝で敗退（後述）。
2010年、通算700勝。第19期竜星戦決勝進出も山下敬吾本因坊に敗れ、準優勝。
2012年、第53期王冠戦挑戦者。
2013年、2年連続羽根直樹王冠に挑むが、タイトル奪取はならず。

## 第38期 十段戦
小林覚九段に中押し勝ち、大竹英雄九段に1目半勝ち、武宮正樹九段中押し勝ちと七大タイトル複数獲得経験者に勝利し決勝まで進む。決勝で山下敬吾六段に敗れるも、敗者復活戦で羽根直樹七段・趙治勲棋聖に勝利し挑戦者決定戦に進出、再び山下六段と対局し半目勝ちで挑戦手合五番勝負に進んだ。
タイトル保持者の小林光一十段との挑戦手合では三連敗を喫し、1勝もできないまま敗れた。
参考：日本棋院の記録、棋譜。

## 著書
- 『戦いの“碁力”(ＮＨＫ囲碁シリーズ)』2011年